# Vereinsmeierei
Vereinsmeier ist eine abwertende Bezeichnung für Menschen, denen die Mitgliedschaft und Mitarbeit in einem oder mehreren Vereinen außerordentlich wichtig ist. Abgeleitet hiervon bezeichnet Vereinsmeierei eine Haltung, in der der Betätigung in einem Verein und dem Wirken von Vereinen übertriebener Wert beigemessen wird. Oft wird damit auch eine Bürokratie innerhalb eines Vereins kritisiert, wenn zu viel Wert auf Formalien anstatt auf die inhaltliche Vereinsarbeit gemäß der Satzung (CH: Statuten) des Vereins gelegt wird.

## Entstehungsgründe
Als Grund für Vereinsmeierei können physiologische Mechanismen der sozialen Erfolgskonditionierung gesehen werden. Die Vereinsmeierei im weiteren Sinn, d. h. das Engagement in Gruppen und Vereinen und die Einordnung in hierarchische Gruppenstrukturen hat Einfluss auf den sozialen Status. So könnte eine Person, die im Berufsleben nicht hoch angesehen ist, beispielsweise in einem Sportverein soziale Erfolge erleben, die sie im Berufsalltag nicht erreicht. Ein sozialer Erfolg hier hat auch Auswirkungen auf die Rangposition in allen anderen Gruppen.
Vereinsmeier gelten als „typisch deutsch“.

## DDR
Das private Vereinswesen war der politischen Führung in der SBZ und DDR suspekt. Die Aufgaben der Vereine sollten durch staatliche Stellen und Massenorganisationen abgedeckt werden. Mit dem Schlagwort Vereinsmeierei wurden von Seiten der SED diejenigen belegt, die sich dennoch in Form privater Vereine organisierten.